# 우마르 니아스
엘 하지 바이 우마르 니아스(프랑스어: El Hadji Baye Oumar Niasse, 1990년 4월 18일 ~ )는 세네갈의 축구 선수이다. 현재 소속팀은 EFL 리그 원에 소속되어 있는 모컴이다. 포지션은 스트라이커이다.